# スグリ科
スグリ科（スグリか、Grossulariaceae）は双子葉植物の科で、果物として利用されるスグリ属（Ribes）を含む。APG IIIではスグリ属のみ、150種ほど。

## クロンキスト体系の分類
クロンキスト体系では23属300種ほどの木本を含む。日本にはスグリ属とズイナ属（Itea）が分布する。
かつてはユキノシタ科に含められていたが、ユキノシタ科はかなり異なる多数の系統からなると考えられるようになり、分離された。
近年の研究では、上記のスグリ科自体も多系統であるとされている。APG植物分類体系ではユキノシタ目のほか、ニシキギ目、モチノキ目、ナス目など様々な系統の中に分けられており、スグリ科はスグリ属だけに限定された。
以下にクロンキスト体系におけるスグリ科に含まれる属と、それらのAPG体系における所属目・科を示す。
- ユキノシタ目：
  - Grossulariaceae スグリ科（APG体系）：
    - Ribes スグリ属（Grossularia 属を分ける考えもある）

  - Iteaceae ズイナ科：
    - Itea ズイナ属　
    - Choristylis

  - Tetracarpaeaceae科：
    - Tetracarpaea

  - Pterostemonaceae科：
    - Pterostemon
- ナス目：
  - Montiniaceae モンティニア科：
    - Grevea　
    - Montinia
- ニシキギ目：
  - Celastraceae ニシキギ科：
    - Brexia　
    - Ixerba　
    - Roussea
- モチノキ目：
  - Phyllonomaceae科：
    - Phyllomona
- 真正キク類II（目は未定）：
  - Tribelaceae科：
    - Tribeles

  - Escalloniaceae エスカロニア科：
    - Abrophyllum　
    - Anopterus　
    - Argophyllum　
    - Carpodetus　
    - Corokia　
    - Cuttsia　
    - Escallonia　
    - Forgesia　
    - Polyosma　
    - Quintinia　
    - Valdivia